# Камерата-Корнелло
Камерата-Корнелло (італ. Camerata Cornello) — муніципалітет в Італії, у регіоні Ломбардія,  провінція Бергамо.
Камерата-Корнелло розташована на відстані близько 500 км на північний захід від Рима, 65 км на північний схід від Мілана, 23 км на північ від Бергамо.
Населення — 625 осіб (2014).
Щорічний фестиваль відбувається 15 серпня. Покровителька — Богородиця Небовзята.

## Демографія
Населення за роками:

Станом на 31 грудня 2014 року в муніципалітеті офіційно проживало 7 іноземців з 4 країн, серед них 1 громадянин України.

## Сусідні муніципалітети
- Кассільйо
- Ленна
- П'яцца-Брембана
- Сан-Джованні-Б'янко
- Таледжо